# Helicia
- Commons
- Wikispecies

Helicia é um género botânico pertencente à família Proteaceae.
No sistema de classificação filogenética Angiosperm Phylogeny Website, este género é sinónimo de Helixanthera.
1. ↑  «Helicia — World Flora Online». www.worldfloraonline.org. Consultado em 19 de agosto de 2020